# Kings League
Kings League is een 7 tegen 7 voetbalcompetitie in Barcelona, opgericht door Gerard Piqué in samenwerking met enkele livestreamers. De oprichting van de competitie werd in 2022 aangekondigd, waarna het eerste seizoen startte op 1 januari 2023.

## Competitieformule
De Kings League volgt een Apertura en Clausura competitieformule, waarin een volledig seizoen in 2 periodes is verdeeld: een winter en zomer split. Tijdens de reguliere competitie strijden de 12 teams voor een plaats in de play offs, waar enkel de 8 beste teams zich voor kunnen plaatsen.
De play offs worden beslecht in 1 speeldag. De winnende teams stoten meteen door naar de final 4.
Een team bestaat uit 10 spelers, aangevuld met een 11de en 12de speler. De 11de speler is veelal een livestreamer dat in het team blijft tot het einde van een seizoen. De 12de speler is een speler die het team voor 1 speeldag versterkt. Zo werden oa. Ronaldinho, Iker Casillas en Sergio Agüero al uitgenodigd als 12de speler.
Tijdens het eerste seizoen, werden zowel de reguliere speeldagen als de play off-ronde gespeeld in de Cupra Arena, gelegen in de haven van Barcelona. De finales werden dan weer in een uitverkocht Camp Nou afgewerkt.

## Kritiek
De Kings League kreeg gemengde reacties van zowel fans als critici. Een van de meest controversiële aspecten van de competitie is het gebruik van wildcard-regels, waarmee teams bonussen, zoals penalty's, doelpuntvermenigvuldigers en voorsprong kunnen trekken voordat de wedstrijd begint.

## Regels gekozen via sociale media
Enkele regels werden samengesteld aan de hand van opiniepeilingen op sociale media. De 9 regels die gekozen werden via die peiling zijn:
- Een wedstrijd duurt 2 x 20 minuten;
- Bij de aftrap starten beide teams aan hun achterlijn;
- Beide teams mogen ongelimiteerd wissels doorvoeren;
- Een gele kaart betekent een tijdstraf van 2 minuten, een rode kaart betekent een uitsluiting voor de rest van de wedstrijd, het team mag na 5 minuten terug een wisselspeler inbrengen;
- Een inworp gebeurt met de handen;
- Er wordt met buitenspel gespeeld;
- De rugnummers mogen tussen 0 en 99;
- Bij een gelijkspel, wordt de winnaar beslist via penalty shootouts vanaf het middenveld;
- Voor de match begint, kiest de coach 1 gouden kaart, die hij op elk moment van de wedstrijd kan inzetten.

#### Gouden kaarten
Gouden kaarten bevatten voordelen die een coach kan gebruiken.
- Een penalty;
- De mogelijkheid om de kaart van de tegenstander te stelen;
- Een tijdstraf van 2 minuten voor een speler van het andere team;
- Doelpunten die gescoord worden binnen 2 minuten na het activeren van de kaart tellen dubbel;
- Een joker: het team mag 1 van de 4 overige kaarten kiezen.